# Достойно ест
„Достойно ест“ (на гръцки: Άξιον Εστί) е християнски химн във възхвала на Богородица. За първи път с него е възпята Божията майка през 431 г. от отците на Третия вселенски събор в Ефес, които постановяват да се величае Пресвета Дева Мария като Богородица. Химнът е разширен през 982 г., като според преданието сам архангел Гавриил е възвестил думите на молещ се монах. Това чудо се случило пред икона на Богородица, която оттогава носи същото име „Достойно ест“.
| „ | Досто́йно є҆̀сть ꙗ҆́кѡ вои҆́стинꙋ блажи́ти тѧ, богоро́дицꙋ, присноблаже́ннꙋю и҆ прѣнепоро́чнꙋю и҆ ма́терь бо́га на́шегѡ. честнѣ́йшꙋю херꙋві̑мъ и҆́ сла́внѣйшꙋю безъ сравне́нїѧ Серафі̑мъ, безъ и҆стлѣ́нїѧ бо́га сло́ва ро́ждьшꙋю, сꙋ́щꙋю богоро́дицꙋ тѧ велича́емъ. | “ |

| „ | Наистина е достойно да облажаваме тебе Богородицата, Присноблажената и пренепорочната и Майката на нашия Бог. По-чтимата от херувимите и несравнено по-славната от серафимите, нетленно родилата Бога Слово, Тебе, същинската Богородица, Те величаем. | “ |

## Употреба
Този химн се намира в Евхаристийния канон от св. Литургия, чиито молитви и песни преимуществено се отправят към Бог Отец (в частта, наречена застъпничество). В дванадесетте празника и на отданията им, тази песен се заменя с девети ирмос на канона, който също е посветен на Богородица, и по характер отговаря на песента „Достойно ест“. Този ирмос заради приложението си е наречен „Задостойник“. На литургията на св. Василий „Достойно ест“ се заменя с „О тебе радуется“.
„Достойно ест“ освен в литургията завършва пеенето на канона на утренята и повечерието и влиза в състава на отпуста на Изобразителните. „О тебе радуется“ служи и като Богородичен възкресен седален. 